# سنفورد مایزنر
سنفورد مایزنر (به انگلیسی: Sanford Meisner) (۳۱ اوت ۱۹۰۵ – ۲ فوریهٔ ۱۹۹۷) هنرپیشه و آموزگار هنرپیشگی اهل ایالات متحده آمریکا بود که روش بازیگری تکنیک مایزنر را ایجاد کرد و گسترش داد. وی بین سال‌های ۱۹۲۴ تا ۱۹۹۷ میلادی فعالیت می‌کرد.مایزنر هنگامی که با بازیگری متد روبه‌رو شد، حافظه عاطفی (به انگلیسی: affective memory) که از اصول بنیادی آن است را حذف کرد. در همین راستا او بر «حقیقت انجام دادن» (به انگلیسی: the reality of doing) تأکید داشت و روش خود را بر پایهٔ آن بنا نهاد.
سنفورد مایزنر فرزند یک خانواده‌ی مهاجر یهودی از مجارستان بود که در زمان ورود سیستم به آمریکا زندگی می‌کرد. مایزنر به عنوان عضوی از یک گروه تئاتری آمریکایی که سودای تقلید از سیستم‌های بازیگری روسی را داشت، تبدیل به یک بازیگر برجسته شد؛ اما ندای درونی‌اش، او را به سوی تعلیم دادن به بازیگران می‌کشاند.

## شاگردان برجسته
- آرون اکهارت
- الک بالدوین
- الکساندرا داداریو
- آماندا ستن[۳]
- کریستف والتس[۴]
- کریستوفر لوید
- کریستوفر ملونی
- کانی بریتون
- دیوید دوکاونی
- داین کیتن
- دیلان مک‌درموت
- گریس کلی
- گریگوری پک
- هنا نیو[۵]
- ایلیانا داگلاس
- جیمز کان
- جیمز فرانکو
- جیمز گاندولفینی[۶]
- جیسون پریستلی[۷]
- جف بریجز
- جف گلدبلوم
- جنیفر اسکای
- جسیکا والتر
- جان تورتورو
- جان ویت
- کارل اربن[۸]
- کریستن ریتر[۹]
- لوئیز لسر
- لسلی نیلسن
- مارک رایدل
- مری استینبورگن
- مایکل کی ویلیامز
- میشل فایفر
- نائومی واتس
- نوآه امریش
- پل سوروینو
- رنی اوکانر
- رابرت دووال
- راجر بارت
- ساندرا بولاک
- اسکات کان
- شان آستین
- شری رینی اسکات
- استیون کلبر[۱۰]
- استیو مک‌کوئین
- سوزان بلکلی[۱۱]
- سیدنی پولاک
- تاتیانا مازلانی[۱۲]
- تینا فی
- تام کروز
- تای بورل
- ویل ویتون[۱۳]